# Arbona
Arbona (en francès i oficialment Arbonne) és un municipi d'Iparralde al territori de Lapurdi, que pertany administrativament al departament dels Pirineus Atlàntics (regió de la Nova Aquitània).
Arbona limita al nord-oest amb el terme municipal de Bidarte, amb el d'Arrangoitze l'est i amb la comuna d'Ahetze al sud-oest.

## Història
Durant l'edat mitjana la localitat era coneguda amb el nom de Narbona mentre que durant després de la reforma administrativa de 1790 durant la Revolució Francesa que va donar origen a la creació del departament de Baixos Pirineus o Basses-Pyrénées va ser reanomenada com a Constant.

## Presència carlina
El 1968 el govern franquista ordenaria l'expulsió definitiva del territori espanyol de la Família Borbó Parma. Va ser llavors quan la dinastia carlina estableixi la seva residència a la localitat de Arbona, en l'anomenada Vila Valcarlos. Aquesta domiciliació va ser la causa que aquest lloc es convertís en l'escenari de diversos actes carlins entre 1969 i 1976 com uns actes anuals de caràcter polític-dinàstic amb motiu de l'aniversari de Don Xavier de Borbó Parma; els tres Congressos del Poble Carlí, celebrats entre 1970 i 1972; l'abdicació de Don Xavier en el seu fill Carles Hug, el 1975; o un acte en protesta pels fets de Montejurra, el 1976.
El 28 de setembre de 2003 es realitzaria un nou acte, en el qual Carles Hug transferiria els títols de Duc de Madrid i de Duc de Sant Jaume als seus fills Carles Xavier i Jaume.

## Patrimoni
L'església d'Arbona és un edifici del segle xii amb un campanar característic de les construccions religioses d'Iparralde. Els seus sostres estan pintats i disposa de galeries en fusta tallada juntament amb una pila d'aigua beneïda l'ús de la qual estava reservat als cagots, com eren conegudes les persones marginades.

## Demografia
| 1901                                                                                    | 1962 | 1968 | 1975 | 1982 | 1990 | 1999 |
| --------------------------------------------------------------------------------------- | ---- | ---- | ---- | ---- | ---- | ---- |
| 764                                                                                     | 628  | 648  | 819  | 1196 | 1366 | 1375 |
| A partir de 1962 es comptabilitzen les persones empadronades exclusivament en la comuna |      |      |      |      |      |      |